# Mihai Dringo
Mihai Sorin Dringo (* 6. November 2001 in Oradea) ist ein rumänischer Sprinter, der sich auf den 400-Meter-Lauf spezialisiert hat. Über diese Distanz ist er aktuell Inhaber des rumänischen Landesrekordes.

## Sportliche Laufbahn
Erste internationale Erfahrungen sammelte Mihai Dringo im Jahr 2021, als er bei den Balkan-Meisterschaften in Istanbul mit der rumänischen 4-mal-400-Meter-Staffel in 3:16,09 min die Silbermedaille hinter dem Team aus der Türkei gewann. Im Juli gelangte er bei den U23-Europameisterschaften in Tallinn bis ins Finale über 400 m und belegte dort in 45,93 s den fünften Platz. Zudem verpasste er mit der Staffel mit 3:12,96 min den Finaleinzug. Im Jahr darauf gewann er bei den Balkan-Hallenmeisterschaften in Istanbul in 46,79 s die Bronzemedaille über 400 m hinter den Türken İlyas Çanakçı und İsmail Nezir und siegte mit der Staffel mit neuem Landesrekord von 3:10,36 min. Anschließend verpasste er bei den Hallenweltmeisterschaften in Belgrad mit 3:13,11 min den Finaleinzug. Im Juni siegte er in 45,79 s bei den Balkan-Meisterschaften in Craiova und belegte mt der Staffel in 3:10,19 min den vierten Platz. Anschließend schied er bei den Europameisterschaften in München mit 47,06 s im Semifinale aus. 2023 kam er bei den Halleneuropameisterschaften in Istanbul mit 47,06 s nicht über die Vorrunde hinaus. Im Juni wurde er bei der 2. Liga der Team-Europameisterschaft im Zuge der Europaspiele in Chorzów in 45,76 s Dritter über 400 Meter und wurde in der Mixed-Staffel in 3:14,83 min Zweiter. Anschließend belegte er bei den U23-Europameisterschaften in Espoo in 45,56 s den vierten Platz im Einzelbewerb und verpasste mit der Männerstaffel mit 3:09,44 min den Finaleinzug. Kurz darauf wurde er bei den Balkan-Meisterschaften in Kraljevo in 46,11 s Vierter und gewann dann bei den World University Games in Chengdu mit neuem Landesrekord von 45,27 s die Bronzemedaille hinter dem Portugiesen João Coelho und Reece Holder aus Australien. 2025 wurde er bei der 2. Liga der Team-Europameisterschaft in Maribor mit neuem Landesrekord von 44,74 s Dritter hinter dem Belgier Alexander Doom und Rok Ferlan aus Slowenien und gelangte mit der Mixed-Staffel auf den dritten Platz hinter den Teams aus Norwegen und der Slowakei. Daraufhin gewann er bei den Balkan-Meisterschaften in Volos in 45,29 s die Bronzemedaille über 400 Meter hinter dem Ukrainer Oleksandr Pohorilko und Rok Ferlan aus Slowenien und belegte über 200 Meter in 20,95 s den siebten Platz.
In den Jahren 2022 und 2023 wurde Dringo rumänischer Meister im 400-Meter-Lauf im Freien. Zudem wurde er 2022 und 2023 Hallenmeister über 400 Meter.

## Persönliche Bestzeiten
- 200 Meter: 20,76 s (−0,4 m/s), 2. Juli 2025 in Novo Mesto
  - 200  Meter (Halle): 22,83 s, 23. Januar 2021 in Bukarest
- 300 Meter: 32,31 s, 9. August 2025 in Białystok (nationale Bestleistung)
- 400 Meter: 44,74 s, 28. Juni 2025 in Maribor (rumänischer Rekord)
  - 400 Meter (Halle): 46,59 s, 4. Februar 2023 in Gent